# Ülemine Vaika saar
Ülemine Vaika saar est une île d'Estonie en mer Baltique, une des îles Vaika.

## Géographie
Elle fait partie du parc national de Vilsandi.